# 밀레로보 공군 기지 공격
밀레로보 공군 기지 공격에 관한 내용이다.
2022년 2월 25일, 러시아 로스토프주 밀레로보에 있는 러시아 공군 기지는 2022년 러시아의 우크라이나 침공 당시 우크라이나군의 공격을 받았다. 일부 우크라이나 관리에 따르면, 우크라이나군이 OTR-21 토치카 미사일로 밀레로보 공군기지를 공격하여 러시아 공군기를 파괴하고 공군기지에 불을 질렀다고 한다.

## 배경
밀레로보는 러시아 로스토프주에 있는 도시로, 루한스크에서 약 60km 떨어져 있다. 루한스크주는 러시아와 국경을 접한 돈바스 지역의 영토이며 러시아-우크라이나 전쟁이 시작된 이래로 부분적으로 러시아 반군이 점유하고 있다.

## 공격
지역 법 집행 기관 소식통은 현지 매체인 콤소몰스카야 프라우다에 우크라이나 토치카-U 미사일이 시설을 공격했다고 말했다. 또 다른 현지 매체인 로스토프 가제타는 우크라이나 무장 세력이 공격을 감행했다고 보도했다.